# Gastrotheca dunni
Gastrotheca dunni es una especie de anfibios de la familia Amphignathodontidae.
Es endémica de Colombia.
Su hábitat natural incluye montanos tropicales o subtropicales secos, praderas tropicales o subtropicales a gran altitud, marismas de agua dulce, corrientes intermitentes de agua dulce, tierra arable, tierras de pastos, plantaciones, jardines rurales, zonas previamente boscosas ahora muy degradadas, estanques y zonas de regadío.